# Enock Mwepu
Enock Mwepu (Lusaka, 1 januari 1998) is een Zambiaans voormalig voetballer die doorgaans speelde als centrale middenvelder. Tussen 2017 en 2022 was hij actief voor Kafue Celtic, FC Liefering, Red Bull Salzburg en Brighton & Hove Albion. In 2017 maakte Mwepu zijn debuut in het Zambiaans voetbalelftal en kwam uiteindelijk tot twintig interlandoptredens. In oktober 2022 was hij genoodzaakt om zijn carrière vroegtijdig te beëindigen, nadat ontdekt werd dat hij een erfelijke hartafwijking heeft.

## Clubcarrière
Mwepu kwam via Napsa Stars en Kafue Celtic in 2017 bij FC Liefering terecht, de amateurploeg van Red Bull Salzburg, waar hij een contract voor 5 seizoenen ondertekende. Op 21 juli 2017 maakte Mwepu zijn debuut in de 2. Liga in de met 1–2 gewonnen wedstrijd tegen Kapfenberger SV. Op 1 oktober 2017 maakte Mwepu, met Red Bull Salzburg, zijn debuut in de Bundesliga toen hij veertien minuten voor tijd Amadou Haidara kwam vervangen in de met 2–1 gewonnen wedstrijd tegen Wolfsberger AC. Op 15 april 2018 maakte Mwepu zijn eerste doelpunt in de met 2–6 gewonnen uitwedstrijd bij Admira Wacker. Europees maakte Mwepu zijn debuut op 8 augustus 2018 in de kwalificatiewedstrijd van de Champions Leaugue tegen Shkendija Tetovo. Acht minuten voor tijd kwam hij Xaver Schlager vervangen. In juli 2021 werd hij voor €23.000.000,- verkocht aan het Engelse Brighton & Hove Albion.
Op 10 oktober 2022 stopte Mwepu met betaald voetbal nadat bij hem een zeldzame erfelijke hartaandoening was vastgesteld.

## Clubstatistieken
| Seizoen     | Club                   | Competitie     | Competitie | Competitie | Competitie | Beker | Beker | Beker | Europa | Europa | Europa | Totaal | Totaal | Totaal |
| Seizoen     | Club                   | Competitie     | Wed.       | Dlp.       | Ass.       | Wed.  | Dlp.  | Ass.  | Wed.   | Dlp.   | Ass.   | Wed.   | Dlp.   | Ass.   |
| ----------- | ---------------------- | -------------- | ---------- | ---------- | ---------- | ----- | ----- | ----- | ------ | ------ | ------ | ------ | ------ | ------ |
| 2017/18     | FC Liefering           | 2. Liga        | 23         | 6          | 4          | 0     | 0     | 0     | —      | —      | —      | 23     | 6      | 4      |
| Club Totaal | Club Totaal            | Club Totaal    | 23         | 6          | 4          | 0     | 0     | 0     | 0      | 0      | 0      | 23     | 6      | 4      |
| 2017/18     | Red Bull Salzburg      | Bundesliga     | 8          | 1          | 2          | 2     | 0     | 1     | 0      | 0      | 0      | 10     | 1      | 3      |
| 2018/19     | Red Bull Salzburg      | Bundesliga     | 19         | 1          | 2          | 3     | 1     | 1     | 6      | 0      | 0      | 28     | 2      | 3      |
| 2019/20     | Red Bull Salzburg      | Bundesliga     | 25         | 4          | 3          | 4     | 1     | 1     | 7      | 0      | 3      | 36     | 5      | 7      |
| 2020/21     | Red Bull Salzburg      | Bundesliga     | 29         | 5          | 2          | 6     | 5     | 4     | 10     | 0      | 1      | 45     | 10     | 7      |
| Club Totaal | Club Totaal            | Club Totaal    | 81         | 11         | 9          | 15    | 7     | 7     | 23     | 0      | 4      | 119    | 18     | 20     |
| 2021/22     | Brighton & Hove Albion | Premier League | 18         | 2          | 4          | 3     | 1     | 1     | —      | —      | —      | 21     | 3      | 5      |
| 2022/23     | Brighton & Hove Albion | Premier League | 6          | 0          | 0          | 0     | 0     | 0     | —      | —      | —      | 6      | 0      | 0      |
| Club Totaal | Club Totaal            | Club Totaal    | 24         | 2          | 4          | 3     | 1     | 1     | 0      | 0      | 0      | 27     | 3      | 5      |
| TOTAAL      | TOTAAL                 | TOTAAL         | 128        | 19         | 17         | 18    | 8     | 8     | 23     | 0      | 4      | 169    | 27     | 29     |

## Interlandcarrière
Mwepu werd voor de –20 van Zambia opgeroepen. In september 2017 werd hij voor het eerst opgeroepen voor het Zambiaans voetbalelftal. Bondscoach Wedson Nyirenda nam de middenvelder op in zijn selectie voor het dubbele duel met Algerije. Op 2 september 2017 maakte Mwepu zijn debuut toen hij ruim een half uur voor tijd Chisamba Lungu kwam vervangen. Mwepu wist twee minuten voor tijd de eindstand op het bord te zetten. Hij scoorde de 2–1.